# Nikolay Karpol
Nikolay Vasiliyevich Karpol (em russo: Николай Васильевич Карполь; Brzeżnica, 1º de Maio de 1938) é um técnico de vôlei russo. Desde 1969 dirige o clube de voleibol do VC Uralochka . Foi treinador da extinta seleção da União Soviética de 1978-1982, e 1987- 1991, CEI em 1992 e da Rússia entre os anos de 1993 a 2004. Possui em seu currículo 5 finais olímpicas saindo vitorioso em 2 ocasiões (1980 e 1988 e as pratas em 1992, 2000 e 2004. Também conquistou o campeonato mundial em 1990. Somando-se todos os títulos conquistados tanto por seu clube tanto pela seleção Karpol possui impressionantes 51 troféus sendo, portanto, o técnico de voleibol mais vitorioso do mundo e o técnico de esportes coletivos mais laureado da Rússia. 
Apesar de todos esses números Nikolay Karpol sempre será lembrado pela maneira explosiva e histérica com que tratava as jogadoras. Seus gritos ecoavam nos ginásios mundo afora sendo na maioria das vezes pelos torcedores que acompanhavam os jogos. Porém, várias jogadoras já vieram a público defender o treinador afirmando que seus gritos nada mais eram que palavras e incentivo e instruções técnicas e que o treinador jamais fez uso de palavras de baixo calão. 
No ano de 2009 seu nome foi incluído no Hall da Fama do Voleibol .

## Biografia
Nasceu em 1º de maio de 1938 na vila de Bereznitsa naquela época pertencente à Polônia. Começou a trabalhar como treinador durante o período em que estava se formando em Física e Matemática. Depois de se formar no NTGPI em meados da década de 1960, por dois anos combinou o coaching com as atividades de ensino - lecionou física e astronomia em um colégio noturno, mecânica técnica em uma escola profissionalizante.
Em 1966, Karpol casou-se com Galina Duvanova, tendo seu único filho Vasily (morto em um acidente de carro em 1993 aos 25 anos junto com sua esposa). 
No ano de 1969 assume o cargo de treinador no Uralochka , cargo que ocupa até os dias de hoje. No clube ganhou 11 títulos soviéticos, 3 copas da União Soviética, 14 campeonatos russo, 8 ligas dos campeões entre os títulos. 
Em outubro de 1978, Karpol assumiu o comando da seleção nacional soviética e utilizou como base as jogadoras do clube o qual treinava. A aposte deu certo e as seleção nacional foi campeã olímpica no ano de 1980 em Moscou capital da União Soviética. Após o fracasso do time no Campeonato Mundial de 1982 Karpol foi afastado do cargo voltando apenas 1987 (1 ano antes das olimpíadas). Na final olímpica de 1988 Karpol foi protagonista de um dos momentos mais emblemáticos da história do vôlei: as soviéticas perdiam a partida por 2 sets a 0 e o terceiro set por 13-6 para o Peru. O comandante da equipe pediu tempo técnico e cobrou de forma  enérgica suas jogadoras fazendo com que algumas caíssem em prantos. A bronca funcionou e em uma virada heroica as soviéticas venceram a partida por 3-2 sagrando-se, assim, campeãs olímpicas. 
Karpol chegaria a mais 3 finais olímpicas porém em todas acabou sendo derrotado na final. Em 1992 (CEI)e nas edições de 2000 e 2004 (agora comandando a Rússia independente). Em declaração posterior Nikolay Karpol revelou: "Em Sydney foi difícil fazer algo depois que as cubanas entraram no jogo. Já em Atenas a FIVB trabalhou contra a gente, não queria que ganhássemos".
Em junho de 2009, Karpol foi nomeado diretor técnico da seleção feminina da Bielorrússia e, em agosto, substituiu Viktor Goncharov como treinador principal. Em novembro de 2010, devido ao desempenho malsucedido da equipe na fase de qualificação do Campeonato Europeu de 2011, ele renunciou.